# Элладская цивилизация
Элладская цивилизация, или Элладский период в истории Греции (греч. Ελλαδική περίοδος) — современный археологический термин, обозначающий ряд исторических периодов эпохи бронзового века на территории материковой Греции, включая возникновение крито-микенской цивилизации. В трудах античных историков и поэтов нередко упоминаются догреческие обитатели Эллады — чаще всего пеласги, реже другие народы (минийцы, кавконы, лелеги и др.), однако в ходе Элладского периода они были, по-видимому, постепенно покорены и ассимилированы приобретающими всё большее влияние греками, язык и культура которых становятся доминирующими к моменту возникновения первых письменных источников материковой Греции (линейного письма Б).
Одновременно с элладской цивилизацией на Крите существовала минойская цивилизация, а на Кикладах — кикладская цивилизация. Поздним этапом развития всех трёх указанных цивилизаций была Микенская цивилизация, причём её объединяющим элементом стали греки, пришедшие на Балканы и в Эгеиду около XVI века до н. э.
Датировка элладской культуры в значительной мере привязана к развитию типов керамики, которая может делиться, в свою очередь, на «раннюю», «среднюю» и «позднюю» керамику конкретного стиля или места происхождения. В ряде случаев в дополнение к методам относительного датирования (по стилям керамики) использовались и методы абсолютного датирования, однако система хронологии элладской цивилизации сложилась ещё до открытия метода радиоуглеродного датирования.
На периферии Средиземного моря керамика могла имитировать элладскую, минойскую или кикладскую, однако относится к более позднему хронологическому периоду.

## Периодизация
В начале XX века К. Блеген предложил трёхчленную периодизацию (по аналогии с периодизацией минойской цивилизации, которую предложил А. Эванс).
Данная периодизация неоднократно подвергалась критике, поскольку хронологическая привязка каждого из периодов у разных археологов может колебаться с точностью до 150—200 лет, при этом границы периодов не всегда ясны.
В 1950-е годы К. Ренфрю предложил периодизацию раннеэлладского по «типичным» для каждого периода культурам: Эвтресис, Кораку, Лефканди 1, Тиринф и др. Чуть позже Оливер Дикинсон и Джон Каски предложили периодизацию среднеэлладского периода по типам минийской керамики. Данная классификация также небезупречна, поскольку последовательность культур не является линейной, некоторые культуры или типы керамики являются узкорегиональными и не имеют аналогов в других частях Греции. В настоящее время большинство археологов использует параллельно периодизацию Блегена, Ренфрю, Дикинсона и Каски.
Уточнение датировки, тем не менее, является возможным и продолжается, в ряде мест элладские артефакты сосуществуют с артефактами минойской, кикладской, малоазиатских культур.
| Периоды по Блегену  | Примерная датировка по Блегену | Культуры по Ренфрю, керамика по Дикинсону | Современная датировка |
| ------------------- | ------------------------------ | ----------------------------------------- | --------------------- |
| Раннеэлладский I    | 2800-2500 до н. э.             | Эвтресис                                  |                       |
| Раннеэлладский II   | 2500-2300 до н. э.             | Кораку, локально — Лефканди 1             |                       |
| Раннеэлладский III  | 2300-2100 до н. э.             | Тиринф                                    |                       |
| Среднеэлладский I   | 2100-… до н. э.                | Минийская керамика                        |                       |
| Среднеэлладский II  | … до н. э.                     | Минийская керамика                        |                       |
| Среднеэлладский III | …-1550 до н. э.                | Минийская керамика                        |                       |
| Позднеэлладский I   | 1550-1500 до н. э.             | Шахтовые гробницы                         |                       |
| Позднеэлладский II  | 1500-1400 до н. э.             | Микенская культура                        |                       |
| Позднеэлладский III | 1400-1060 до н. э.             | Микенская культура                        |                       |

## Раннеэлладский период (EH)
В раннеэлладский период в Греции появляются носители сельскохозяйственной культуры, которые наложились на местное население неиндоевропейского происхождения. О данном обществе известно мало, за исключением того, что основные технологии обработки бронзы возникли в Анатолии, и элладская культура в этот период поддерживала культурные контакты с западноанатолийской культурой. Начало раннеэлладского периода знаменует начало бронзового века в Греции и хронологически совпадает с приходом Древнего царства в Древнем Египте.
Важные археологические памятники раннеэлладского периода сгруппированы на эгейском побережье в Беотии и Арголиде (Лерна, Пефкакия, Фивы, Тиринф) и на островах близ побережья, таких, как Эгина (Колонна) и Эвбея (Лефканди, Маника). Здесь найдена керамика с явным западноанатолийским влиянием, быстро распространяется технология быстрого гончарного круга.
В раннеэлладский период II возникает местный вариант длинного дома, именуемый мегарон. Проникновение анатолийских культурных шаблонов не сопровождалось масштабными разрушениями.
На территории Пелопоннеса раннеэлладские археологические материалы до сих пор не обнаружены.

## Среднеэлладский период (MH)
На территории Греции среднеэлладский период начинается с широкого распространения так называемой «минийской керамики» (название этой керамике дал открыватель Трои Генрих Шлиман, поскольку первые её образцы были найдены при раскопках Орхомена Минийского — города в Беотии, по легендам, созданного древним народом минийцев). Примерно до 1960-х годов минийская керамика и в целом среднеэлладские культурные слои считались привнесёнными в Грецию вторженцами с севера, причинившими значительные разрушения около 1900 года до н. э. (в русскоязычной литературе подобная трактовка минийской керамики встречается и в настоящее время). Позднее раскопки в Лерне показали непрерывность и преемственность стилей керамики. В целом минийская керамика сохраняет свой характерный стиль — лощёные расписные сосуды с прямолинейными или абстрактными изображениями — примерно до среднеэлладского периода III, когда под влиянием кикладской и минойской культур появляются сосуды с криволинейными мотивами и даже реалистичными изображениями.
Хронологически среднеэлладский период соответствует среднему царству Древнего Египта. Поселения располагаются плотнее друг к другу и обычно находятся на вершинах холмов. Поселения этого периода обнаружены в большом количестве на Пелопоннесе и в центральной Греции (в том числе в Этолии), а на севере достигают долины реки Сперхиос. Из этих поселений подробные раскопки были проведены только в Малти (Малфи) в Мессении, однако наиболее объёмные археологические публикации посвящены другому памятнику, Лерна V.

## Позднеэлладский период (LH)
Позднеэлладский период связан с микенской культурой. Эта культура в ещё большей степени, чем ранее, заимствовала традиции Крита и Киклад (включая Линейное письмо Б), однако доминирующую роль в ней играло греческое население. Надписи линейным письмом на древнегреческом языке нередко встречаются на позднеэлладской керамике. В позднеэлладский период I и II минойская керамика ещё встречается параллельно с позднеэлладской, однако уже в позднеэлладский период III минойские стили керамики окончательно вытеснены. Позднеэлладский период завершается крушением микенской цивилизации и вторжением дорийцев, после чего в истории Греции наступают «тёмные века».
| Период                         | Примерная датировка |
| ------------------------------ | ------------------- |
| Позднеэлладский I              | 1550-1500           |
| Позднеэлладский IIA            | 1500-1450           |
| Позднеэлладский IIB            | 1450-1400           |
| Позднеэлладский IIIA1          | 1400-1350           |
| Позднеэлладский IIIA2          | 1350-1300           |
| Позднеэлладский IIIB1          | 1300-1230           |
| Позднеэлладский IIIB2          | 1230-1190           |
| Позднеэлладский IIIC (ранний)  | 1190-1130           |
| Позднеэлладский IIIC (средний) | 1130-1090           |
| Позднеэлладский IIIC (поздний) | 1090-1060           |
| Субмикенский                   | 1060-1000           |
| Протогеометрический стиль      | 1000                |

### Позднеэлладский период I (ПЭ I)
Керамика ПЭ I известна по погребальным дарам в шахтовых гробницах в Лерне, а также поселениях Ворулия и Нихория (Мессения), Айос-Стефанос (Лакония) и Кораку. А. Фюрюмарк делил позднеэлладский период I на стадии A и B, однако ПЭ IB по Фюрюмарку Дикинсон рассматривал как ПЭ IIA. Результаты недавней радиоуглеродной датировки находок в Цунгизе к северу от Микен показывают, что раннеэлладский период продолжался с 1675/1650 по 1600/1550 гг. до н. э., что на 100 лет ранее, чем прежние датировки керамики. Извержение вулкана Фера (Санторина), произошедшее в ПЭ I, датируется примерно 1650—1625 гг. до н. э.
В Мессении обнаружены археологические материалы, известные как «пелопонесский ПЭ I» (скорее всего, они относятся к периоду после извержения вулкана на Фере, поскольку на самой Фере подобный материал отсутствует). Этот материал включает «высокие воронковидные кубки типа Кефтиу III»; «небольшие закрытые формы, как, например, кувшины с небольшими отверстиями, украшенные штрихованными петлеобразными узорами или упрощёнными спиралями»; «роскошная роспись тёмным по светлому», в том числе «небольшие изящные простые спирали … различные штрихованные петли и изображения двойного топора-лабриса, а также дополнительные ряды небольших точек плюс одиночные или двойные волнистые линии». Эти локальные инновации продолжали использоваться в керамике ПЭ IIA на Балканском полуострове.

### Позднеэлладский период II (LHII)
Классификация ПЭ IIA основана прежде всего на материалах из Кураку, где различается керамика «домашнего» и «дворцового» стилей. Существует чёткая и однозначная связь между материалами ПЭ IIA и позднеминойского IB периодов.
Период ПЭ IIB начинается ещё до конца позднеминойского IB, для него характерно уменьшение критского влияния. Находки, содержащие материалы только ПЭ IIB, редки, и происходят из Тиринфа, Асины и Кораку. По материалам радиоуглеродной датировки из Цугнизы, ПЭ II период длился с 1600/1550 по 1435/1405 гг. до н. э., причём начало периода опережает прежнюю датировку по керамике примерно на 100 лет, а окончание периода — совпадает с датировкой по керамике. ПЭ II параллелен в истории Египта началу «имперского периода» от Хатшепсут до Тутмоса III.

### Позднеэлладский период III (LHIII)

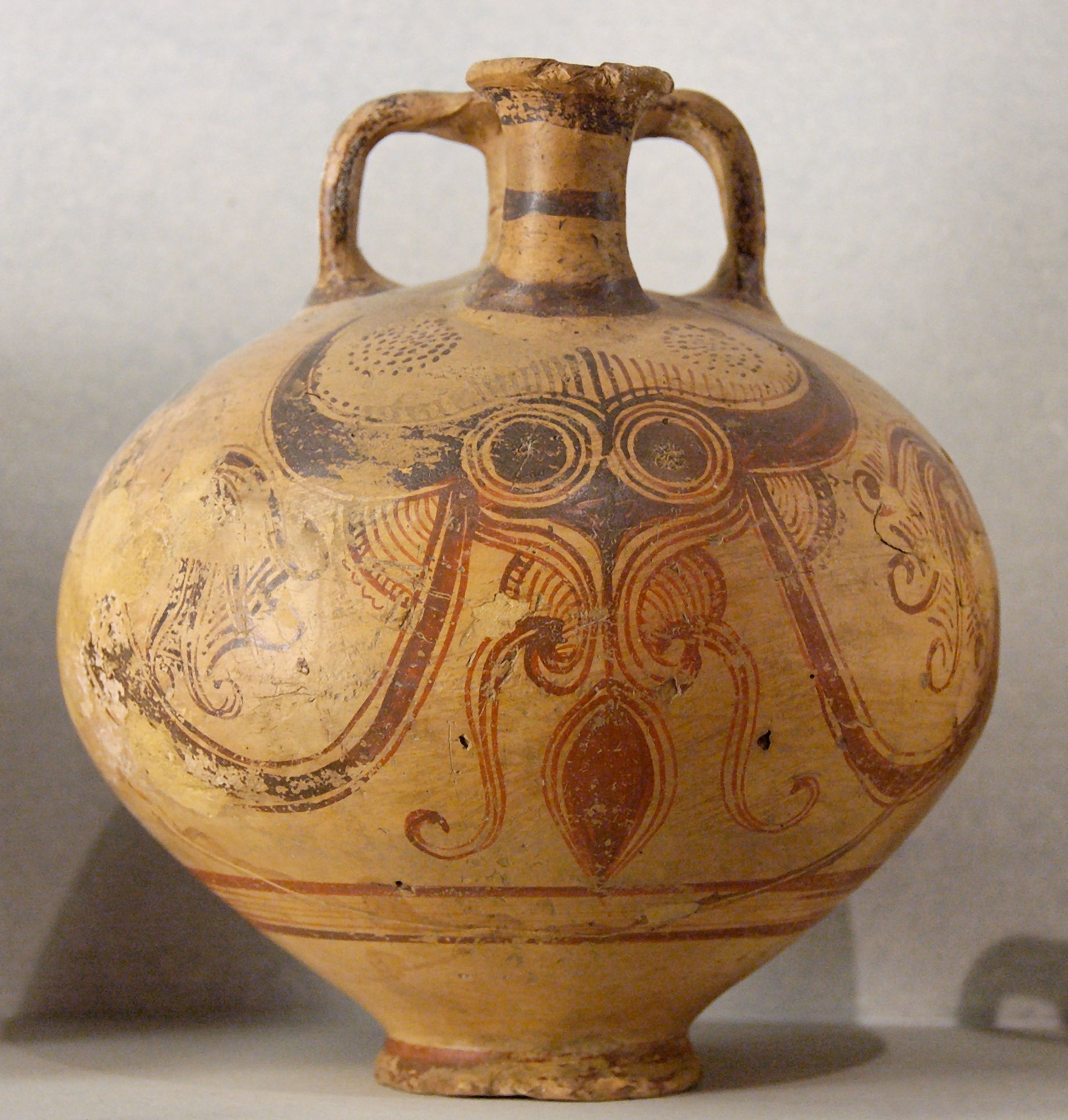
Амфора с осьминогом, Родос, позднеэлладский период III C1, около 1200—1100 гг. до н. э., (Луврский музей).

Позднеэлладский период III и позднеминойский период III существовали одновременно. В ПМ IIIB неэлладская керамика эгейского происхождения перестаёт быть однородной; поскольку керамика позднеминойского периода IIIB отличается от элладской, следует рассматривать «субминойский» вариант ПЭ IIIB.
Однородная и широко распространённая керамика ПЭ IIIA:1 первоначально определялась по материалу из Дома со скатами в Микенах, дворца в Фивах (в настоящее время этот материал большинство археологов относят к периодам ПЭ IIIA:2 или ПЭ IIIB) и Триады на Родосе. Также имеется материал из Асины, Афин (колодцы), Спарты, Нихории, обломки из Гробницы Атрея и др. Радиоуглеродная датировка материала из Цунгизы относит период ПЭ IIIA:1 к 1435/1406 — 1390/1370 гг. до н. э. Керамика ПЭ IIIA:1 также обнаружена в раскопках хеттского города в Машат-Хююке, ныне Турция.
Керамика ПЭ IIIA:2 свидетельствует о микенской экспансии в Восточном Средиземноморье. Возникает множество новых форм. Мотивы расписной керамики являются продолжением традиций ПЭ IIIA:1, однако наблюдается значительная стандартизация. В Египте материал из Амарны содержит керамику ПЭ IIIA:1 (Источник?), относящуюся к правлению Аменхотепа III (Источник?), и материал ПЭ IIIA:2 времён его сына Эхнатона; также имеются весьма малочисленные материалы ПЭ IIIB (Источник?). Материалы ПЭ IIIA:2 обнаружены близ Улубуруна на корабле, затонувшем в XIV веке до н. э. РУ датировка по Цунгизе относит этот период к 1390/1370 — 1360/1325 гг. до н. э., однако керамика ПЭ IIIA:2 также обнаружена на пожарище Милета, которое относится, вероятно, к периоду правления хеттского царя Мурсили II, то есть за несколько лет до затмения Мурсили, которое состоялось в 1312 г. до н. э. Переходный период между IIIA и IIIB начался после 1320 г. до н. э. (турецкий археолог Джемаль Пулак считает, что до 1295 г. до н. э.).
Определение ПЭ IIIB, которое дал шведский археолог А. Фюрюмарк, основано главным образом на погребальных находках и материале поселения Зигуриес. Элизабет Френч разделила эту керамику на субфазы на основании материала из Микен и Тиринфа. Находки ПЭ IIIB:2 редки, поскольку расписная керамика редко встречается в гробницах, а многие поселения того периода были разрушены, из-за чего находки целой керамики того времени крайне редки.
Керамика ПЭІIIB ассоциируется с греческими континентальными дворцами с архивами надписей Линейным письмом Б, которое также использовалось на Крите, начиная с позднеминойского периода II. Пулак (Pulak) предложил датировку, согласно которой ПЭІIIB совпадал по времени с возрождением Хеттского царства после затмения времён царствования Мурсили II (1312 г. до н. э.); в Египте — с 19-й династией, известной как Рамессиды; а в северной Месопотамии — с победой Ассирии над Митанни.
Окончание ПЭ IIIB считается синхронным с разрушением Угарита, в руинах которого найдены последние образцы ПЭ керамики. Датировка по материалам Цунгизы относит окончание ПЭ IIIB к 1200/1190 гг. до н. э. Таким образом, начало ПЭ IIIC сейчас принято относить к началу правления египетской царицы Таусерт. Керамика ПЭ IIIC отличается разнообразием, её образцы найдены даже в Трое VIIa, немногочисленные находки также сделаны в Тарсе Киликийском. Также образцы ПЭ IIIC керамики обнаружены в городах филистимлян — Ашдоде, Ашкелоне, Экроне, Гате и Газе.

## Палеогенетика
У раннеэлладского образца Mik15 (Manika, ранний бронзовый век, 2890—2764 годы до н. э.) определили митохондриальную гаплогруппу J2b1. У среднеэлладских образцов Log02 (1924—1831 годы до н. э.,
Elati Logkas, Kozani, Northern Greece) и Log04 (2007—1915 годы до н. э., Elati Logkas, Kozani, Northern Greece) определили митохондриальные гаплогруппы H55a и J1c+16261.